# تونگوسکا (ضدهوایی)
۹کا۲۲ «تونگوسکا» (به روسی: ЗСУ-23-4 «Ши́лка») -با نام ناتو: سام-۱۹- سیستم پدافند هوایی خودکششی و زره‌پوش ساخت شوروی است. این سیستم مجهز به یک رادار تا شونده است که بر روی یک شاسی زره‌پوش تانک‌مانند سوار شده و به یک توپ مسلسل دولول ۳۰ میلی‌متری با ۱۹۰۴ فشنگ و هشت موشک آماده شلیک ۹ام۳۱۱ با دو موشک اضافی مسلح شده‌است.
تونگوسکا برای محافظت از نیروهای زرهی و پیاده‌نظام موتوریزه در مقابل حمله بالگردها، هواپیماهای کم‌ارتفاع و موشک‌های کروز ساخته شده‌است. نمای ظاهری این سیستم شباهت زیادی به همتای آلمانی خود ژپارد دارد. تونگوسکاهای دوران شوروی تا فاصلهٔ ۲۰۰ تا ۸۰۰۰ متری علیه اهدافی کارایی دارد که کمتر از ۵۰۰ کیلومتر در ساعت سرعت و کمتر از ۳.۵ کیلومتر ارتفاع داشته باشند و زمان واکنش آن ۸ ثانیه بود.
تونگوسکا به کشورهای هند، چین، مراکش، سوریه، و یمن نیز صادر شده‌است. پس از فروپاشی شوروی تونگوسکاها به کشورهای روسیه، اوکراین و بلاروس رسیدند و نیروهای روسیه از این سیستم در جنگ اوستیا ۲۰۰۸ علیه گرجستان استفاده کردند.
رادارهای تونگوسکا ام که تولید آن از سال ۱۹۹۰ آغاز شد، تا ۱۸ کیلومتر توانایی تشخیص و تا ۱۶ کیلومتر توانایی ردیابی هدف را دارد و قادر به تشخیص اهداف پرنده در ارتفاع ۱۵ متری است که عملکرد آن در ارتفاع پایین بهبود قابل توجهی را نسبت به شلیکا نشان می‌دهد. سیستم تشخیص دوست از دشمن نیز در این مدل افزوده شده‌است. تونگوسکا توانایی شلیک تیربار در حال حرکت را دارد اما برای شلیک موشک باید بایستد. در مدل تونگوسکا ام۱ (از ۲۰۰۳) توانایی شلیک موشک در حال حرکت هم افزوده شده، البته در صورتی که هدف کاملاً در میدان دید باشد. توپ ۳۰ م‌م تونگوسکا با نواخت تیر تئوریک ۴۸۰۰ فشنگ در دقیقه شلیک می‌کند. برد مؤثر آن بین ۲۰۰ متر تا ۴ کیلومتر و سقف پرواز آن تا ارتفاع ۳ کیلومتر است.

## طراحی و توسعه
طراحی این خودرو زره‌پوش جنگی از سال ۱۹۷۰ آغاز شده و از ۱۲ سال بعد به عنوان جایگزینی برای زسو-۲۳-۴ شیلکا به‌طور رسمی به ارتش شوروی پیوست. هم تونگوسکا و هم شیلکا نام خود را از رودخانه‌های روسیه وام گرفته‌اند. این دو سیستم در کنار شباهت‌های زیاد چند تفاوت مهم دارند؛ تونگوسکا به جای توپ چهارلول ۲۳ م‌م به توپ دولول ۳۰ م‌م مسلح شده‌است. آمریکایی‌ها به تازگی هواپیمای تهاجمی زره‌پوش آ-۱۰ را تولید کرده بودند که تا حد بسیار زیادی به فشنگ‌های ۲۳ م‌م مقاومت داشت و این مهمترین دلیل روی آوردن روس‌ها به توپ ۳۰ م‌م بود. البته شیلکاها هنوز هم با توجه به هزینه زیاد تونگوسکا در ارتش شوروی و کشورهای وارث آن عملیاتی باقی‌مانده‌اند.
ضمن اینکه تونگوسکا علاوه بر توپ ضدهوایی به هشت موشک سام ۹ام۳۱۱ هم مسلح شده که برد مؤثر پدافندی سیستم را تا حدود ۸ کیلومتر افزایش می‌دهد. اولین نسل این موشک‌ها با ۲.۵۶ متر طول و ۵۷ کیلو وزن دارند و به صورت چشمی و از طریق امواج رادیویی هدایت می‌شوند علیه اهدافی در مسافت ۱.۵ تا ۸ کیلومتری در ارتفاع ۵ تا ۳۵۰۰ متری کارایی دارند که در مدل ۹ام۳۱۱-ام۱ برد مؤثر آن‌ها به ۱۰ کیلومتر و سقف پرواز مؤثر موشک‌ها نیز به ۶ کیلومتر افزایش یافته‌است.
روس‌ها از سال ۲۰۰۷ تولید سیستم ضدهوایی پانتسیر-اس۱ را آغاز کرده‌اند که با ارتقاء تونگوسکا طراحی شده‌است. پانتسیر عملکرد بالاتری از تونگوسکا دارد و از رادار آرایه فازی برای پیگیری و هدف‌گیری بهره می‌برد. این سیستم در دو مدل یکی بر روی شاسی چرخ‌دار و دیگری بر روی شاسی شنی‌دار پیشنهاد شده‌است.
چینی‌ها نیز که در سال ۲۰۰۵ برای نخستین بار تونگوسکا را خریداری کرده بودند، در سال ۲۰۱۲ سیستم ضدهوایی مشابهی را با نام اف‌کی-۱۰۰۰ به نمایش گذاشتند که به نظر می‌رسد با اقتباس از تونگوسکا ساخته شده باشد. تفاوت‌های سیستم چینی‌ها و تونگوسکای اصل؛ شامل نصب بر روی یک کامیون ۸x۸ به جای شاسی شنی‌دار، و استفاده از توپ‌های ۲۵ م‌م به جای ۳۰ م‌م می‌شود. همچنین رادارهای اف‌کی-۱۰۰۰ هرچند به شکلی دقیقاً مشابه تونگوسکا نصب شده‌اند اما مثل پانتسیر رادار آرایه فازی هستند. تعداد موشک‌ها نیز که کاملاً شبیه به ۹ام۳۱۱ هستند به ۱۲ افزایش یافته‌است. چینی‌ها این سیستم را به عنوان رقیبی ارزان‌قیمت برای پانتسیر معرفی کرده‌اند. در حالی‌که پانتسیر اس-۱ روس‌ها حدود ۱۵ میلیون دلار قیمت دارد، چینی‌ها اف‌کی-۱۰۰۰ را فقط ۵ میلیون دلار می‌فروشند.

## مدل‌ها
- ۹کا۲۲: با موشک ۹ام۳۱۱. سیستم بر روی خودروی ۲اس۶ سوار شده‌است.
- ۹کا۲۲ام (۱۹۹۰): مدل تولیدی اصلی یا موشک ۹ام۳۱۱ام. سیستم روی خودروی ۲اس۶ام سوار شده‌است.
- ۹کا۲۲ام۱ (۲۰۰۳): مدل بهبودیافته با موشک ۹ام۳۱۱ام۱ با برد ۱۰ کیلومتر و سیستم کنترل آتش بهبودیافته. سیستم روی خودروی ۲اس۶ام۱ سوار شده‌است.
- ۹کا۲۲ام با موشک ۵۷ئی۶: موشک‌ها با موشک‌های ۵۷ئی۶ (موشک‌های سیستم پانتسیر اس-۱) با برد مفید ۱۸ کیلومتر جایگزین شده و سیستم راداری جدیدی با توانایی تشخیص هدف ۳۸ کیلومتر و ردگیری ۳۰ کیلومتر نصب شده‌است.

## کاربران
- چین -
- بلاروس - مدل ۹کا۲۲ام۱
- هند -[۴]
- یمن - از مدل 2S6М1.[۵]
- مراکش - ۱۲ دستگاه از مدل 2К22М

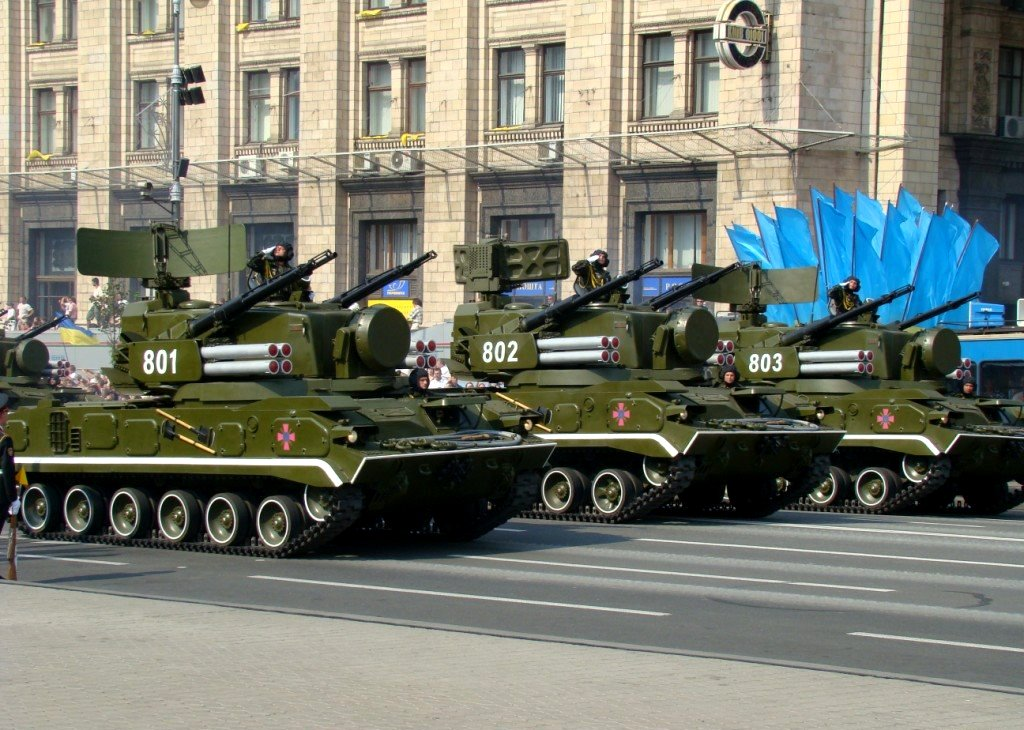
تونگوسکاها در رژه روز استقلال در کیف

- روسیه -بیش از ۲۵۰ دستگاه 2К22 در سال ۲۰۱۲ فعال بوده‌است.
- اوکراین - حدود ۷۰ دستگاه 2К22 در سال ۲۰۱۲ فعال بوده‌است.
- سوریه - ۶ دستگاه در سال ۲۰۰۸ از روسیه دریافت کرد.